# Manteldieren
Manteldieren (Tunicata) zijn een onderstam van in zee levende ongewervelde dieren. Manteldieren maken deel uit van de chordadieren, en zijn zodoende nauw verwant aan de schedellozen en gewervelden. Een bekende groep binnen de manteldieren zijn de zakpijpen. De manteldieren worden soms ook wel aangeduid met Urochordata, maar deze naam wordt niet langer geaccepteerd.
Sommige manteldieren leven solitair, andere ontwikkelen zich als kolonie door middel van knopvorming. De meeste soorten hebben een zakachtige lichaamsstructuur met twee buisvormige openingen (sifons), waardoorheen water wordt aangezogen en afgevoerd. Op deze manier halen ze voedingsdeeltjes uit het zeewater (filtervoeders). De meeste volwassen manteldieren zijn sessiel en permanent vastgehecht aan rotsen of andere harde oppervlakken op de oceaanbodem. Sommige soorten hebben een zwemmende levenswijze.
Het fossielenbestand van de manteldieren is terug te voeren tot het vroege Cambrium. Ondanks hun eenvoudige uiterlijk en uiteenlopende morfologie, is hun verwantschap met de gewervelde dieren duidelijk aangetoond. Vooral het feit dat ze tijdens hun beweeglijke larvale stadium een chorda dorsalis bezitten, en hierdoor op een kikkervisje lijken, is een sterke aanwijzing hiervoor. De naam 'Tunicata' is afgeleid van de mantel (tuniek) die als exoskelet fungeert. Bij sommige soorten is deze dun, doorschijnend en gelatineus, bij andere dik, taai en stijf.

## Omschrijving
Manteldieren worden tot de stam van de chordadieren (Chordata) gerekend, samen met de schedellozen (Cephalochordata) en de gewervelden (Vertebrata). Genetische analyses geven echter slechts zwakke statistische steun te zien voor de monofylie van de chordadieren, waardoor ze bijvoorbeeld door Zeng & Swalla (2005) als een aparte stam worden opgevat.
Aan de volwassen dieren is die verwantschap met vissen of vogels niet te zien. Zij lijken oppervlakkig eerder op een zeeanemoon. Net als deze zijn ze sessiel, dat wil zeggen dat zij zich met hun voet op een rots of andere stevige ondergrond vastgezet hebben. Manteldieren zijn zakvormige dieren omgeven door een laag cellulose. Zij hebben in tegenstelling tot zeeanemonen niet een maar twee buisvormige openingen, een in- en een uitstroomopening, waardoor water door de lichaamsholte gepompt wordt. Er zijn solitaire en kolonievormende manteldieren. Ze hebben gespecialiseerde organen zoals maag, darm en hart.
Manteldieren zijn filtervoeders. Met de mondopening zuigen ze water naar binnen, dat vervolgens in de kieuwkorf van voedseldeeltjes wordt ontdaan. De voedseldeeltjes komen in het darmkanaal terecht, het water gaat via het atrium (hart) terug naar buiten. Ook de lancetvisjes filteren voedseldeeltjes uit het water.
De larve van een manteldier zwemt vrij rond en lijkt vrij veel op de primitiefste vormen van de Cephalochordata. Men vermoedt dat de lancetvisjes zich uit een manteldier-achtige voorouder ontwikkeld hebben die is opgehouden in volwassen vorm over te gaan. De larven hebben een chorda dorsalis.

## Taxonomie
Er zijn in totaal circa 2760 soorten manteldieren, waarvan in Nederland 13 soorten zakpijpen (Ascidiacea) en 3 soorten mantelvisjes (Appendicularia) zijn vastgesteld. In het Belgisch deel van de Noordzee werden al 12 soorten aangetroffen.
De onderstam omvat de volgende klassen:
- Onderstam: Tunicata (Manteldieren)
  - Klasse: Appendicularia (Mantelvisjes)
  - Klasse: Ascidiacea (Zakpijpen)
  -  Klasse: Thaliacea (Salpen)

Manteldieren · Schedellozen · Gewervelden · Slijmprikken